# Hustebecke
Die Hustebecke ist ein 2,7 km langer, orografisch linker Nebenfluss der Horne.

## Verlauf
Die Hustebecke entspringt etwa drei Kilometer nordöstlich des Werner Stadtzentrums. Sie verläuft dann erst etwa 160 m südlich, bevor sie dann einen Knick nach rechts macht und erst in Richtung Südwesten, dann strikt westlich weiterfließt. Nach etwa 2,5 km mündet sie auf einer Höhe von 58 m ü. NN in die Horne.